# Consejo Constitucional (Chile)
El Consejo Constitucional fue el órgano constituyente de la República de Chile, encargado de discutir y aprobar una nueva propuesta de Constitución Política de la República como parte del proceso constituyente iniciado con el plebiscito realizado en octubre de 2020 y que continuó con la redacción de una propuesta por parte de la Convención Constitucional, la que fue rechazada mediante un referéndum en septiembre de 2022. Estaba compuesto por 50 miembros elegidos mediante votación popular, los cuales estuvieron acompañados por una Comisión Experta de 24 integrantes designados por el Congreso Nacional y que redactaron un anteproyecto, además de un Comité Técnico de Admisibilidad que actuó como árbitro cuando existían requerimientos sobre propuestas de normas que podrían infringir normativas.

## Antecedentes
Tras la derrota de la opción «Apruebo» en el plebiscito constitucional, el 12 de septiembre de 2022 se instaló una mesa negociadora en el Congreso Nacional con la representación de todas las fuerzas políticas, en la cual algunos partidos se restaron antes o durante el proceso de conversaciones como el caso del Partido Republicano y el Partido de la Gente. La discusión giró principalmente en torno a la composición del posible nuevo organismo. Mientras la oposición —que había apoyado el rechazo a la propuesta constitucional— se inclinaba por un órgano total o parcialmente designado por el Congreso, el oficialismo sostenía la tesis de un organismo similar al recientemente disuelto. La discusión se entrampó por esta razón en varias ocasiones, llegando a casi romperse la mesa de negociaciones durante diciembre, principalmente por la intervención de Amarillos por Chile, colectivo que apoyaba un consejo de expertos. Los partidos que se rehusaron a participar de la mesa generaron una instancia paralela de corta duración, en la cual se propuso, entre otras cosas, un nuevo plebiscito de entrada para consultar si la ciudadanía deseaba una nueva Constitución.
Finalmente el 12 de diciembre, tras tres meses de negociaciones, se arribó a un documento que estableció tanto las bases de contenido como el trabajo de tres órganos distintos para la redacción del nuevo texto constitucional. Este documento fue presentado esa misma noche como Acuerdo por Chile, a través de los presidentes de la Cámara de Diputadas y Diputados y el Senado. Dentro de los detalles anunciados estaban la definición de los equilibrios entre los dos organismos. El presidente del Senado anunció que el anteproyecto redactado por expertos serviría de "insumo" para la discusión del consejo constitucional electo.

## Composición
Las elecciones para determinar los escaños de los 50 consejeros constitucionales se realizaron el 7 de mayo de 2023 bajo el sistema electoral que rige al Senado, mediante listas abiertas compuestas por partidos o pactos de partidos, pudiendo incluir también a independientes. Existieron también escaños reservados para pueblos originarios, los cuales serían supranumerarios y asignados de manera proporcional a la votación que recibieron los candidatos que se presentaron bajo dicha modalidad. Finalmente, en las elecciones se obtuvo un escaño de pueblos originarios, pasando el Consejo Constitucional a tener 51 consejeros. Los consejeros constitucionales fueron proclamados oficialmente como electos por el Tribunal Calificador de Elecciones (Tricel) el 5 de junio de 2023.
El Consejo Constitucional estuvo integrado bajo un concepto de paridad de género. A los 50 integrantes originales se incorporan los 24 miembros de la Comisión Experta, quienes podrán asistir a las sesiones y sus comisiones; tenían derecho a voz pero no a voto.
El consejero constitucional electo en un cupo del Partido Republicano, Aldo Sanhueza, anunció el 26 de mayo de 2023 que no asumiría su escaño luego de divulgarse su detención en 2019 por ofensas a la moral contra una mujer en un bus. Tras lo estipulado por el Tricel, en cuanto a que el consejero electo no podía renunciar antes de tomar posesión del cargo, Sanhueza no se presentó a la ceremonia de instalación del Consejo Constitucional, por lo que no fue considerado consejero en ejercicio y el órgano quedó conformado por 50 integrantes.

### Bancadas
Dentro del Consejo Constitucional se conformaron bancadas, las cuales estaban conformadas por un mínimo de cinco consejeros constitucionales que integren un mismo partido político, lista o pacto electoral; en el caso de las agrupaciones y consejeros de escaños de pueblos originarios que no alcancen el piso mínimo, podrán agruparse entre ellos para conformar una bancada. Cada una de las bancadas deberá tener un delegado titular y uno suplente, que tendrán un rol directivo y de coordinación.
Existió también la instancia de la "reunión de delegados", en la cual se encontraron los representantes de cada bancada con los integrantes de la mesa directiva del Consejo Constitucional. Las bancadas conformadas al inicio del Consejo Constitucional es la siguiente:
| Bancada | Bancada                               | Delegado/a          | Integrantes | Integrantes |
| ------- | ------------------------------------- | ------------------- | ----------- | --- |
|         | Partido Republicano                   | Luis Silva          | 22          | Ver lista - Antonio Barchiesi - Jorge de la Maza - Sebastián Figueroa - Mariela Fincheira - María Gatica - Beatriz Hevia - María de los Ángeles López - Claudia Mac-Lean - Cecilia Medina - Carmen Montoya - Ricardo Ortega - Jorge Ossandón - Gloria Paredes - Sebastián Parraguez - Ninoska Payauna - Miguel Rojas - Paul Sfeir - Luis Silva - Carlos Solar - Patricia Spoerer - Héctor Urban - Diego Vargas |
|         | Unión Demócrata Independiente         | Arturo Philips      | 6           | Ver lista - Edmundo Eluchans - Ivon Guerra - María Jorquera - Carolina Navarrete - Arturo Philips - Carlos Recondo |
|         | Partido Socialista                    | Alejandro Köhler    | 6           | Ver lista - Marcela Araya - Alejandro Köhler - Miguel Littin - Jocelyn Ormeño - Christian Suárez - Aldo Valle |
|         | Convergencia Social-Comunista         | María Pardo Vergara | 6           | Ver lista - Karen Araya - Jessica Bengoa - Yerko Ljubetic - Nancy Márquez - María Pardo - Fernando Viveros |
|         | Renovación Nacional-Evópoli           | Pilar Cuevas        | 5           | Ver lista - Germán Becker - Pilar Cuevas - Lorena Gallardo - Gloria Hutt - Ivonne Mangelsdorff |
|         | Revolución Democrática-Independientes | Paloma Zúñiga       | 5           | Ver lista - Alihuen Antileo - José González - Kinturay Melin - Julio Ñanco - Paloma Zúñiga |

## Funciones
El Consejo Constitucional inició sus sesiones el 7 de junio de 2023, mediante una ceremonia en el palacio del ex Congreso Nacional de Chile en Santiago, en donde asumieron sus cargos. La sesión inaugural fue encabezada por Miguel Littín, que es el integrante de mayor edad y se procedió a elegir la mesa directiva, compuesta por un presidente y un vicepresidente. La votación de los consejeros investidos dio como resultado 33 votos para la consejera Beatriz Hevia, del Partido Republicano, y 17 votos para el consejero Aldo Valle, independiente en cupo del Partido Socialista, con lo cual fueron proclamados presidenta y vicepresidente de la instancia, respectivamente.
Las sesiones plenarias del Consejo Constitucional se realizaron en el antiguo hemiciclo de la Cámara de Diputados en el palacio del ex Congreso Nacional de Chile en Santiago, y se podían iniciar con la asistencia de un tercio de sus integrantes con derecho a voto. El Consejo Constitucional podrá aprobar, aprobar con modificaciones o incorporar nuevas normas al anteproyecto de texto presentado mediante un cuórum de tres quintos de sus integrantes en ejercicio; para todos los demás acuerdos se requerirá la mayoría absoluta de sus miembros.
El Consejo Constitucional se dividió en cuatro comisiones, cuyo número de integrantes fue definido por la reunión de delegados con un mínimo de 12 consejeros constitucionales:
1. Sistema Político, Reforma Constitucional y Forma de Estado
2. Función Jurisdiccional y Órganos Autónomos
3. Principios, Derechos Civiles y Políticos
4. Derechos Económicos, Sociales, Culturales y Ambientales

## Autoridades

### Presidentes
| N.º | Nombre | Nombre                      | Inicio             | Término                | Partido | Partido |
| --- | ------ | --------------------------- | ------------------ | ---------------------- | ------- | ------- |
| —   |        | Miguel Littin (provisional) | 7 de junio de 2023 | 7 de junio de 2023     |         | PS      |
| 1   |        | Beatriz Hevia               | 7 de junio de 2023 | 7 de noviembre de 2023 |         | PRCh    |

### Vicepresidentes
| N.º | Nombre | Nombre     | Inicio             | Término                | Partido | Partido |
| --- | ------ | ---------- | ------------------ | ---------------------- | ------- | ------- |
| 1   |        | Aldo Valle | 7 de junio de 2023 | 7 de noviembre de 2023 |         | Ind-PS  |